# Sphenorhina femorata
Sphenorhina femorata är en insektsart som beskrevs av Nast 1949. Sphenorhina femorata ingår i släktet Sphenorhina och familjen spottstritar. Inga underarter finns listade i Catalogue of Life.